# Николенко, Владимир Николаевич
Николенко Владимир Николаевич (род. 14 ноября 1956, Шарово, Белинский район, Пензенская область, РСФСР, СССР) — российский учёный-анатом, доктор медицинских наук, профессор, заслуженный деятель науки Российской Федерации (2023), заслуженный работник высшей школы Российской Федерации (2016), заведующий кафедрой анатомии и гистологии человека Первого МГМУ имени И. М. Сеченова, заведующий кафедрой нормальной анатомии с курсом топографической анатомии и оперативной хирургии факультета фундаментальной медицины МГУ имени М. В. Ломоносова.

## Биография
Родился 14 ноября 1956 года в посёлке Шарово Белинского района Пензенской области.
В 1980 году с отличием окончил Саратовский медицинский институт по специальности «лечебное дело». На 6 курсе В. Н. Николенко прошёл субординатуру по хирургии под руководством заслуженного деятеля науки РФ, профессора Г. Н. Захаровой.
После окончания института был распределён в ординатуру по хирургии. Но занятия фундаментальной наукой окончательно определили интересы Владимира Николаевича, и в 1981 году он становится аспирантом кафедры анатомии человека. Его научный руководитель — заслуженный деятель науки РФ, профессор В. С. Сперанский. В 1984 году в Крымском медицинском институте В. Н. Николенко защитил кандидатскую диссертацию на тему «Строение и деформативно-прочностные свойства твердой оболочки спинного мозга человека».
По окончании аспирантуры научно-педагогическая деятельность В. Н. Николенко связана с кафедрой анатомии человека Саратовского медицинского института, где он работал сначала ассистентом, а с 1990 по 1996 год — доцентом. В 1997 году в Мордовском государственном университете имени Н. П. Огарёва В. Н. Николенко защитил докторскую диссертацию на тему «Морфобиомеханические закономерности и индивидуальная изменчивость конструкции спинного мозга». Научными консультантами были заслуженный деятель науки РФ, профессор В. С. Сперанский и заслуженный деятель науки РФ, профессор В. М. Чучков. В 1998 году он был утверждён в звании профессора.
С 1996 по 2010 год В. Н. Николенко заведовал кафедрой анатомии человека Саратовского государственного медицинского университета. Также исполнял обязанности заместителя декана вечернего отделения лечебного и педиатрического факультетов (1985—1991), занимал должности декана лечебного факультета (1997—2005) и проректора по научно-исследовательской работе (2005—2010).
С 2010 года работает в Первом МГМУ имени И. М. Сеченова, занимая должности проректора по научной и инновационной деятельности (2010—2015), директора НИИ молекулярной медицины (2011—2013), директора НИЦ (2015—2016), профессора (2010—2015) и заведующего кафедрой анатомии человека (2015—2022). С 2022 г. — заведующий кафедрой анатомии и гистологии человека Первого МГМУ имени И. М. Сеченова. С 2013 года по настоящее время по совместительству заведует кафедрой нормальной анатомии с курсом топографической анатомии и оперативной хирургии факультета фундаментальной медицины МГУ имени М. В. Ломоносова.

## Научная деятельность
Основные научные труды Владимира Николаевича посвящены функциональной и прикладной анатомии человека — изучению макро-микроморфологии спинного мозга, мозговых оболочек, сосудов головного мозга, функциональной анатомии кровеносных сосудов в норме и эксперименте, медицинской биомеханике и краниологии, актуальным вопросам прикладной и конституциональной анатомии, совершенствованию учебного процесса на кафедрах морфологического профиля. Он сформулировал и обосновал общую теорию кинезиологии спинного мозга, создал новое научное направление в нейроморфологии и медицинской биомеханике по выявлению закономерностей морфологических проявлений адаптации нервных, сосудистых и соединительнотканных структур к биомеханическим условиям функционирования, что явилось востребованным в трансплантологии и регенеративной медицине.
Профессор В. Н. Николенко внёс существенный вклад в развитие медицинской антропологии, конституциональной и прикладной анатомии, учение о морфологической конституции человека и её связи с половыми, возрастными и этно-территориальными особенностями, молекулярными и генетическими маркерами. Он успешно руководит новыми интегративными исследованиями морфологов и учёных, представляющих медико-биологические и клинические науки. Им выявлен ряд морфофункциональных закономерностей взаимосвязи конституции и молекулярных маркеров онкологических заболеваний челюстно-лицевой области, дисплазии соединительной ткани, генетической предрасположенности определённых соматотипов к различной патологии и к детерминации овариального резерва.
Результаты его научно-исследовательской деятельности востребованы и внедрены в клинической практике, в том числе регенеративной и персонализированной медицине. Профессор В. Н. Николенко руководил проектом по созданию в России тканеинженерной конструкции уретры с использованием аутологичных стволовых клеток, которая была успешно имплантирована пациенту. В совместном проекте с Национальным медицинским исследовательским центром нейрохирургии им. акад. Н. Н. Бурденко обосновал возможность аутологичной пересадки обонятельного нерва на место поражённого зрительного нерва, участвовал в создании и внедрении в нейрохирургическую практику новых оперативных доступов и технологий при операциях на стволовой части головного мозга. Молекулярно-морфологические исследования профессора В. Н. Николенко легли в основу разработки методов нейродиагностики, дренажной лимфатической системы мозга, хирургии необратимых состояний, диагностики особенностей тканевых профилей и сопряженных клинических состояний, таргетной терапии онкологической патологии, открытия новых анатомических особенностей функциональных единиц и медицинской тканевой инженерии. В международном междисциплинарном проекте разработал уникальное инновационное оборудование для высокоточного криофрезирования биологических тканей с последующей реконструкцией объекта, признанное приоритетным в мире. Под его руководством проводилась этическая экспертиза клинического исследования вакцины Гам-КОВИД-Вак (Спутник V). Он является руководителем и исполнителем более двух десятков НИР и НИОКР, включая гранты, поддержанные государственными фондами и организациями.
Профессор В. Н. Николенко внёс весомый вклад в подготовку научно-педагогических кадров, им подготовлено 9 докторов и 38 кандидатов наук. Он являлся председателем диссертационного совета при Саратовском государственном медицинском университете имени В. И. Разумовского (2008—2011) и председателем диссертационного совета при Первом Московском государственном медицинском университете имени И. М. Сеченова (2011—2014). В настоящее время является членом трёх диссертационных советов. Более 10 лет является членом экспертного совета по медико-биологическим и фармацевтическим наукам Высшей аттестационной комиссии Министерства науки и высшего образования РФ.
Профессор В. Н. Николенко — автор 1051 научных и учебно-методических работ, из них 612 журнальных статей, 30 монографий, 16 учебников, более 50 учебно-методических пособий, 66 патента на изобретения и полезные модели, 2 свидетельств на государственную регистрацию баз данных и 18 удостоверений на рационализаторские предложения. Индексы Хирша в РИНЦ - 30, Scopus - 17, WoS - 16. Цитируемость в РИНЦ - 3418, Scopus – 1178, WoS - 1007. Является редактором русскоязычных изданий всемирно известных учебников и атласов по анатомии человека, членом редакционных коллегий и советов 16 научных журналов. Николенко В. Н. является также членом Президиума Научного медицинского общества анатомов, гистологов и эмбриологов России, председателем его Московского отделения, членом Anatomische Gesellschaft, визитирующим профессором Харбинского медицинского университета и нейрохирургической клиники (Китай), экспертом РНФ, медицинской Лиги России, председателем Учебно-методической комиссии по анатомии человека и антропологии Координационного совета по образованию «Здравоохранение и медицинские науки» Министерства науки и высшего образования РФ, экспертом РНФ, Медицинской лиги России, председателем Локального этического комитета Сеченовского Университета, секретарём Наблюдательного Совета Первого Московского государственного медицинского университета имени И. М. Сеченова, членом Союза писателей России.

## Награды
- Заслуженный деятель науки Российской Федерации (27 апреля 2023 года)  — за вклад в развитие науки и многолетнюю плодотворную деятельность[1]
- Заслуженный работник высшей школы Российской Федерации (20 сентября 2016 года)  — за заслуги в развитии здравоохранения, медицинской науки и многолетнюю добросовестную работу[2]